# Country Life Acres
Country Life Acres ist eine Gemeinde mit dem Status „Village“ im St. Louis County im US-Bundesstaat Missouri. Das U.S. Census Bureau hat bei der Volkszählung 2020 eine Einwohnerzahl von 72 ermittelt.

## Geographie
Die Koordinaten von Country Life Acres liegen bei 38°37'29" nördlicher Breite und 90°27'22" westlicher Länge.
Nach Angaben der United States Census 2010 erstreckt sich das Stadtgebiet von Country Life Acres über eine Fläche von 0,28 Quadratkilometer (0,11 sq mi). Country Life Acres wird komplett von Town and Country umgeben.

## Bevölkerung
Nach dem United States Census 2010 lebten in Country Life Acres 74 Menschen verteilt auf 27 Haushalte und 24 Familien. Die Bevölkerungsdichte betrug 264,3 Einwohner pro Quadratkilometer (672,7/sq mi).
Die Bevölkerung setzte sich 2010 aus 95,9 % Weißen und 4,1 % Asiaten zusammen. Bei 1,4 % der Bevölkerung handelte es sich um Hispanics oder Latinos. Von den 27 Haushalten lebten in 22,2 % Kinder unter 18 und in 7,4 % der Haushalten lebten Personen über 65 alleine.
Von den 74 Einwohnern waren 20,3 % unter 18 Jahre, 6,9 % zwischen 18 und 24 Jahren, 12,2 % zwischen 25 und 44 Jahren, 33,8 % zwischen 45 und 64 Jahren und in 27,0 % der Menschen waren 65 Jahre oder älter. Das Durchschnittsalter betrug 49,0 Jahre und 47,3 % der Einwohner waren männlich.

## Belege
1. ↑  Explore Census Data Total Population in Country Life Acres village, Missouri. Abgerufen am 2. Februar 2023.
2. ↑   United States Census
3. ↑   American Fact Finder